# Indianapolis Jets
O Indianapolis Jets foi um clube de basquetebol estadunidense, localizado em Indianápolis, Indiana. Iniciou seu desempenho como Indianapolis Kautskys na National Basketball League. O time foi um dos quatro (junto com Minneapolis Lakers, Rochester Royals e Fort Wayne Pistons) a ir para a Basketball Association of America após o encerramento da NBL. No entanto, o clube encerrou suas atividades e foi substituído pelo Indianapolis Olympians.

## História
| Temporada                   | V  | D  | %     | Play-off |
| Indianapolis Kautskys (NBL) |    |    |       |          |
| 1937-38                     | 4  | 9  | 0.308 |          |
| 1938-39                     | 13 | 13 | 0.500 |          |
| 1939-40                     | 9  | 19 | 0.321 |          |
| 1941-42                     | 12 | 11 | 0.522 | 0-2      |
| 1945-46                     | 10 | 22 | 0.312 |          |
| 1946-47                     | 27 | 17 | 0.614 | 2-3      |
| 1947-48                     | 24 | 35 | 0.407 | 1-3      |
| Indianapolis Jets (BAA/NBA) |    |    |       |          |
| 1948-49                     | 18 | 42 | 0.300 |          |

## Jogadores introduzidos no Basketball Hall of Fame
- Arnie Risen
- John Wooden
- Charles "Stretch" Murphy
- Branch McCracken